# Tomasz Gut
Tomasz Gut (ur. 18 kwietnia 1980 w Zabrzu) – polski aktor. 
Zaczynał mając 14 lat, w katowickim teatrze Sonda. W wieku 16 lat, miał swój pierwszy telewizyjny debiut w produkcji Antek, reż.: M. Piekorza. W 2003 dostał się do programu Debiut, stworzonego dla aktorów i tam wykonując zadania aktorskie i odgrywając sceny z seriali, dostał się do finału. W 2011 ukończył australijski Instytut Sztuk Dramatycznych w Los Angeles.

## Filmografia
- 1997: Antek, jako Andrzej Kuma
- 2005: Tak miało być, jako Arek
- 2005: Pensjonat pod Różą, jako maturzysta
- 2005–2007: Plebania, jako upośledzony brat Marty, Olek
- 2007: Dwie strony medalu, jako dostawca pizzy
- 2007: Starfield, jako Sweety
- 2006–2007: Egzamin z życia, jako Eryk
- 2008: Na dobre i na złe, jako stażysta
- 2008: Teraz albo nigdy!, jako posłaniec
- 2008: Cicho ciemni, jako posłaniec
- 2009: M jak miłość, jako pacjent
- 2010: 1920. Wojna i miłość, jako żołnierz
- 2011 i 2015: Na Wspólnej, jako fotograf
- 2012–2013: Wszystko przed nami, jako Rafał
- 2013: Pszczółka Maja, jako Gucio (dubbing)
- 2014: Klan, jako pośrednik nieruchomości
- 2014: Siostry wampirki, jako Dirk van Kombast (dubbing)
- 2015: Na dobre i na złe, jako Patryk